# Идеофон
Идеофон (старогрчки ιδεα 'идеја', φωνη 'звук', такође ономатопеја) је реч чије је значење засновано на имитацији звукова околне реалности.
Постоје две врсте идеофона:
- ономатопејски („вау-вау“, „гуглати“, „грунтати“)
- звучне речи у којима звук ствара фигуративан утисак о значењу речи[2]

Идеофони често означавају врсте кретања, светлосне појаве, атрибуте предмета (облик, величину, растојање, својства њихове површине), као и ход, изразе лица, физиолошка и емоционална стања људи и животиња.
Критеријуми за идентификацију звучно-симболичких речи су, између осталог, редупликација, експресивна геминација и изоморфизам звучно-симболичких речи у језицима света.